# Top Model, o Reality
Top Model, o Reality é a quarta temporada do reality show antes chamado de Brazil's Next Top Model, agora rebatizado de Top Model, inspirado no original norte-americano America's Next Top Model.
O programa, que é exibido pela Rede Record, teve sua estreia no dia 2 de setembro de 2012.
As inscrições para a primeira temporada desta nova fase do programa começaram dia 31 de maio de 2012 e seguiriam até o dia 28 de julho de 2012, onde houve seletivas nas seguintes cidades do país: Fortaleza, Goiânia, Porto Alegre, Florianópolis, São Paulo e Rio de Janeiro.
Dentre os critérios de seleção, a participante deveria ter idade entre 18 e 25 anos, altura de no mínimo 170 cm, medida de quadril de no máximo 90 cm e um perfil fashion e comercial. As meninas deveriam ir com biquíni por baixo da roupa e de salto alto e levar fotos recentes de corpo e rosto.
Vinte e quatro candidatas, sendo quatro de cada seletiva, foram escolhidas para ir na Casa da Ana Hickmann, onde a disputa pelos prêmios começaria de verdade, e onde a vencedora assinará um contrato com a agência Way Model Management e um contrato no valor de R$ 150 mil para ser garota propaganda da marca Ana Hickmann por um ano. As gravações aconteceram de 30 de julho a 15 de agosto, em Itu, SP.

## Episódios

### Episódio 1 - Seletiva São Paulo
Data: 2 de Setembro de 2012
No episódio de estreia, ocorreram as seletivas da capital de São Paulo e da região da grande São Paulo, onde foram definidas as 4 primeiras candidatas do Top 24.
Ticiane Pinheiro comandou esta primeira fase do prgrama, auxiliando no processo que contou com duas etapas, uma eliminatória com as 500 convocadas que deveriam passar pelos critérios da seleção e, logo após, somente 16 foram selecionadas para participar da segunda etapa, sobrando apenas 4 finalistas para o Top 24.
- Selecionadas: Viviane Oliveira, Eduarda Ferreira, Thayssa Ribeiro e Tamirys Macedo
- Fotógrafo: Gustavo Arrais
- Jurados Seletivos: Bruna di Tullio (modelo e atriz), Gustavo Sarti (diretor de moda da Rede Record), Natália Guimarães (Miss Brasil 2007), Zeca de Abreu (diretor da Agência Way Model) e Wan Vieira (Produtor de Moda).

### Episódio 2  - Seletiva Centro-Oeste e Norte-Nordeste
Data: 9 de setembro de 2012
Ticiane Pinheiro continua sua jornada pela região nordeste e centro-oeste do Brasil, em busca de 8 candidatas a mais nova Top Model do Brasil.
Na seletiva da região Centro-Oeste, ocorrida na cidade de Goiânia, GO, houve uma eliminatória com 450 convocadas, onde somente 16 foram selecionadas para uma segunda etapa, sobrando apenas 4 finalistas para o Top 24.
- Selecionadas: Giovana Almeida, Jéssica Nobre, Scarlet Cardoso e Lais Bretas
- Fotógrafo: Cristina Diniz
- Jurados Seletivos: Gustavo Sarti (Consultor de Moda da Rede Record), Zeca de Abreu (Diretor da Agência Way Model), Natália Guimarães (Miss Brasil 2007), Camila Rodrigues (Atriz) e Márcia Rocha (Editora-Chefe da Revista MisterMag)

Na seletiva da região Norte-Nordeste, ocorrida em Fortaleza, CE, houve uma eliminatoria com as 470 convocadas, onde somente 16 foram selecionadas para uma segunda etapa, sobrando apenas 4 finalistas para o Top 24.
- Selecionadas: Camila Andrade, Jéssica Vaz, Lívia Mattos e Priscila Levy
- Fotógrafo: Caio Ferreira
- Jurados Seletivos: Gustavo Sarti (Consultor de Moda da Rede Record), Zeca de Abreu (Diretor da Agência Way Model), Marcelo Gomes (maquiador), Daniela Lopes (modelo) e Claudio Silveira (Diretor do Festival Dragão Fashion Brasil)

### Episódio 3  - Seletiva Sul e Sudeste
Data: 16 de setembro de 2012
E novamente as eliminatorias continuam, agora nas regiões sul e sudeste.
Na região sudeste teve duas seleções (uma em São Paulo, apresentada no primeiro episódio), agora busca na capital carioca, Rio de Janeiro. Foram novamente chamadas 500 meninas da etapa nacional.
- Selecionadas: Adriene Scherer, Fernanda Gomes, Paloma Lopes e Rafaela Rodrigues
- Fotógrafo: Gustavo Arrais
- Jurados Seletivos: Gustavo Sarti (Consultor de Moda da Rede Record), Zeca de Abreu (Diretor da Agência Way Model), Natália Guimarães (Miss Brasil 2007), Matheus Mazzafera (Produtor de Moda) e Gustavo Arrais (Fotógrafo)

Na seletiva da região sul, seguindo o exemplo da região sudeste, teve seletivas em duas cidades: Porto Alegre,RS e Florianópolis,SC. Na capital gaucha, tivemos 250 convocadas. No segundo dia da seletiva, a participante Bárbara Santos desistiu do programa, deixando apenas 15 candidatas para os ensaios de biquini e passarela.
- Selecionadas: Luana Reichert, Natália Gomes, Natasha Raimundo e Sancler Frantz
- Fotógrafo:
- Jurados Seletivos: Gustavo Sarti (Consultor de Moda da Rede Record), Natália Guimarães (Miss Brasil 2007), Matheus Mazzafera (Produtor de Moda) e Gustavo Arrais (Fotógrafo)

Ja na capital catarina, o número de convocadas não foi divulgado
- Selecionadas: Cláudia de Liz, Ellen Teodoro, Fátima Santos e Mayara Gomes
- Fotógrafo: Tauana Sofia
- Jurados Seletivos: Gustavo Sarti (Consultor de Moda da Rede Record), Zeca de Abreu (Diretor da Agência Way Model), Natália Guimarães (Miss Brasil 2007), Juliane Trevisol (atriz) e Tauana Sofia (Fotógrafa de Moda)

Ao término do episódio, o Top 24 é formado, levando ao programa para uma segunda fase, com uma nova apresentação e abordagem, gravada na mansão da apresentadora Ana Hickmann.

### Episódio 4  - Top 24
Data: 23 de setembro de 2012
As 24 aspirantes a próxima Top Model brasileira desembarcam primeiramente em São Paulo, onde encontram Gustavo Sardi que as leva para um tour pela Av. Oscar Freire. Lá, as meninas participam de um coquetel pela inauguração do programa na loja da marca Carmen Steffens. Depois, as meninas são levadas ao Spa Sport Resort, onde encontram Matheus Mazzafera e aproveitam para se conhecer melhor. No dia seguinte, encontram novamente Ticiane Pinheiro e seguem para a Casa de Ana Hickmann, na cidade de Itu, SP.
Na casa, Ana Hickmann mostra a mansão e conta que apenas 14 meninas continuam na competição, e as leva para a primeira prova eliminatória: um desfile com dois looks, onde um deles lhes trará algum problema comum dos fashions shows, como roupas manchadas ou rasgatas, manequins e medidas trocadas, sapatos quebrados. As meninas são divididas em 3 grupos, e no final do desfile os jurados avaliam as meninas e eliminam 10 candidatas.
- Jurados: Dudu Bertholini e Marcelo Gomes (maquiador)
- Eliminadas: Adriene Scherer, Cláudia de Liz, Ellen Teodoro, Giovana Almeida, Laís Bretas, Mayara Gomes, Natasha Raimundo, Priscila Levy, Scarlet Cardoso e Thayssa Ribeiro

### Episódio 5  - Top 14
Data: 30 de setembro de 2012
As 14 participantes restantes passam por uma aula de passarela com Namie Wihby e uma brincadeira onde as tensões começam a aflorar. Na prova eliminatória, um photoshoot de nu artístico e com a presença de modelos masculinos.

## Participantes
| São Paulo | Goiânia                                                          | Fortaleza                                                | Porto Alegre                                         | Florianópolis                                                      | Rio de Janeiro                                             |                                                                 |
| --------- | ---------------------------------------------------------------- | -------------------------------------------------------- | ---------------------------------------------------- | ------------------------------------------------------------------ | ---------------------------------------------------------- | --------------------------------------------------------------- |
| TOP 24    | Eduarda Ferreira Tamirys Macedo Thayssa Ribeiro Viviane Oliveira | Giovana Almeida Jéssica Nobre Scarlet Cardoso Laiz Gomes | Camila Andrade Jéssica Vaz Lívia Matos Priscila Levy | Luana Reichert Natália Gomes Natasha Pires Raimundo Sancler Frantz | Cláudia de Liz Ellen Teodoro Fátima Santos Mayara Canonica | Adriene Scherer Fernanda Gomes Paloma Bicalho Rafaela Rodrigues |

| São Paulo | Goiânia                                          | Fortaleza     | Porto Alegre                             | Florianópolis                               | Rio de Janeiro |                                                 |
| --------- | ------------------------------------------------ | ------------- | ---------------------------------------- | ------------------------------------------- | -------------- | ----------------------------------------------- |
| TOP 14    | Eduarda Ferreira Tamirys Macedo Viviane Oliveira | Jéssica Nobre | Camila Andrade Jéssica Vaz Lívia Studart | Luana Reichert Natália Gomes Sancler Frantz | Fátima Santos  | Fernanda Gomes Paloma Bicalho Rafaela Rodrigues |

Top 24
(idades indicadas no momento da competição)
| Participante     | Idade | Colocação       |
| ---------------- | ----- | --------------- |
| Adriene Scherer  | 21    | 24º - 15º lugar |
| Cláudia Liz      | 23    | 24º - 15º lugar |
| Ellen Teodoro    | 18    | 24º - 15º lugar |
| Giovanna Almeida | 18    | 24º - 15º lugar |
| Laiz Gomes       | 19    | 24º - 15º lugar |
| Mayara Canonica  | 18    | 24º - 15º lugar |
| Natasha Pires    | 20    | 24º - 15º lugar |
| Priscilla Levy   | 18    | 24º - 15º lugar |
| Scarlet Cardoso  | 18    | 24º - 15º lugar |
| Thayssa Ribeiro  | 20    | 24º - 15º lugar |

Top 14
(idades indicadas no momento da competição)
| Participante       | Idade | Colocação     |
| ------------------ | ----- | ------------- |
| Lívia Studart      | 19    | 14º lugar     |
| Luana Reichert     | 21    | 13º lugar     |
| Jéssica Vaz        | 23    | 12º/11º lugar |
| Tamirys Macedo     | 20    | 12º/11º lugar |
| Jéssica Nobre      | 21    | 10º/9º lugar  |
| Nathália Gomes     | 21    | 10º/9º lugar  |
| Viviane Olivera    | 22    | 8º lugar      |
| Fátima Correia     | 23    | 7º/6º lugar   |
| Fernanda Gomes     | 22    | 7º/6º lugar   |
| Rafaella Rodrigues | 23    | 5º lugar      |
| Eduarda Ferreira   | 19    | 4º lugar      |
| Sancler Frantz     | 21    | 3º Lugar      |
| Paloma Bicalho     | 23    | 2º Lugar      |
| Camila Andrade     | 21    | Vencedora     |

### Ordem de chamada
Nota: Não existe uma ordem completa, apenas as melhores e as piores são destacadas.
| 1  | Sancler    | —          | —          | Eduarda    | Fátima     | Eduarda  | Sancler  | Eduarda | —       | Camila  | Camila |  |  |
| 2  | Eduarda    | —          | —          | Fernanda   | Camila     | Rafaela  | Rafaela  | Paloma  | —       | Paloma  | Paloma |  |  |
| 3  | Lívia      | —          | —          | Rafaela    | Paloma     | —        | —        | Camila  | Camila  | Sancler |        |  |  |
| 4  | Viviane    | —          | —          | —          | —          | —        | —        | Sancler | Eduarda |         |        |  |  |
| 5  | Tamirys    | —          | —          | —          | —          | —        | Camila   | Rafaela |         |         |        |  |  |
| 6  | Jéssica N. | —          | —          | —          | —          | Fátima   | Fátima   |         |         |         |        |  |  |
| 7  | Camila     | —          | —          | —          | —          | Fernanda | Fernanda |         |         |         |        |  |  |
| 8  | Fátima     | —          | Tamirys    | —          | Fernanda   | Viviane  |          |         |         |         |        |  |  |
| 9  | Paloma     | —          | Eduarda    | —          | Jéssica N. |          |          |         |         |         |        |  |  |
| 10 | Rafaela    | —          | Fátima     | Nathália   | Nathália   |          |          |         |         |         |        |  |  |
| 11 | Jéssica V. | —          | Nathália   | Jéssica V. |            |          |          |         |         |         |        |  |  |
| 12 | Luana      | Jéssica N. | Jéssica V. | Tamirys    |            |          |          |         |         |         |        |  |  |
| 13 | Nathália   | Jéssica V. | Luana      |            |            |          |          |         |         |         |        |  |  |
| 14 | Fernanda   | Lívia      |            |            |            |          |          |         |         |         |        |  |  |

     A participante foi eliminada.
     A participante venceu a competição
- Episódios 1, 2 e 3 foram seletivas.
- No episódio 4, das 24 semifinalistas, foram selecionadas 14 para se mudar à casa da Ana Hickmann. A ordem de chamada não reflete em suas performances na semana.

## Guia de Photo Shoots
- Episódios 1-3: Seletivas - Posando em biquínis
- Episódio 4: Top 24 - Desfile sabotado
- Episódio 5: Nu artístico com modelos masculinos
- Episódio 6: Moda praia (Líquido) no frigorífico
- Episódio 7: Divas do cinema embaixo d'água / Comercial de TV
- Episódio 8: Feras com os animais do zoológico
- Episódio 9: Desfile (Maria Antonieta)
- Episódio 10: Circuito com fotos
- Episódio 11: Pintura Corporal
- Episódio 12: Comercial Nu
- Episódio 13: Moda Praia em pontos turísticos de Aruba / Fotos de Rosto

## Elenco
Diferente das temporadas anteriores e do formato original, a apresentadora não avalia as candidatas, mas convive com as mesmas. Os jurados também não participam de todos os episódios, mas podem ser listados no elenco fixo.
- Ana Hickmann, apresentadora
- Ticiane Pinheiro, co-apresentadora
- Zeca de Abreu, jurado
- Dudu Bertholini, jurado
- Gustavo Sarti, jurado
- Namie Wihby, instrutor de passarela
- Matheus Mazzafera, diretor criativo

## Prêmio
A vencedora do Top Model, O Reality ganha:
- Contrato com a Way Model Management.
- Contrato por 1 ano de representação da marca Ana Hickmann, no valor de R$ 150 mil.

## Links
- Site oficial